# Prisma Taranto Volley
La Prisma Taranto Volley è una società pallavolistica maschile italiana con sede a Taranto: milita nel campionato di Superlega.

## Storia
La Taranto Volley viene fondata nel 2002 per volere di Antonio Bongiovanni, vicepresidente della fallita società Magna Grecia Volley: ammessa in Serie D, la squadra vince il campionato alla sua prima partecipazione; tuttavia grazie all'acquisto del titolo della Pallavolo Belpasso, la Taranto Volley passa in Serie B2, dove disputa la stagione 2003-04.
Nell'estate 2004, grazie all'acquisto del titolo sportivo dal Ducato Volley la società è ammessa in Serie A1: la prima annata nel massimo campionato italiano è però fallimentare, chiudendo al tredicesimo posto e retrocedendo in Serie A2; tuttavia l'avvenuta in serie cadetta dura una sola stagione, in quanto, grazie al primo posto al termine della regular season viene promossa nuovamente in Serie A1.
La stagione 2006-07 è quella che regala maggiori soddisfazioni alla Taranto Volley: il club infatti con il settimo posto al termine della regular season si qualifica per i play-off scudetto, venendo poi eliminata nei quarti di finale, e raggiunge le semifinali in Coppa Italia, unica partecipazione della squadra nella competizione.
Dopo un'annata mediocre, dove sposta il campo di gioco a Martina Franca, nella stagione 2008-09 la società cambia denominazione in Prisma Taranto Volley: nella stagione 2009-10 torna nuovamente a Taranto; in queste annate si posiziona sempre nelle zone medio-basse della classifica. Al termine della stagione 2009-10 la Prisma Taranto Volley cede il titolo sportivo alla New Mater, ripartendo dalle categorie inferiori.
Nell'estate 2020, dopo aver acquistato il titolo sportivo dalla Materdomini, la squadra viene ammessa a partecipare alla stagione 2020-21 in Serie A2: vince i play-off promozione, battendo nella serie finale l'Atlantide Brescia, ottenendo così la promozione in Superlega. La vittoria dei play-off promozione concede alla squadra il diritto di partecipare alla prima edizione della Supercoppa italiana di Serie A2, persa poi contro l'Olimpia Bergamo.
Nell'annata 2021-22 partecipa quindi alla Superlega; al termine della stagione 2024-25, complice l'ultimo posto in classifica, retrocede in Serie A2.

## Rosa 2024-2025
| N° | Nome              | Ruolo | Data di nascita  | Nazionalità sportiva |
| -- | ----------------- | ----- | ---------------- | -------------------- |
| 1  | Andrea Santangelo | O     | 19 novembre 1994 | Italia               |
| 2  | Davide Luzzi      | L     | 5 marzo 2004     | Italia               |
| 3  | Tim Held          | S     | 17 aprile 1998   | Italia               |
| 4  | Aimone Alletti    | C     | 28 giugno 1988   | Italia               |
| 5  | Brodie Hofer      | S     | 27 aprile 2000   | Canada               |
| 6  | Marco Rizzo       | L     | 2 gennaio 1990   | Italia               |
| 7  | Wout D'Heer       | C     | 26 aprile 2001   | Belgio               |
| 8  | Cosimo Balestra   | C     | 30 novembre 2003 | Italia               |
| 9  | Fabrizio Gironi   | O     | 18 marzo 2000    | Italia               |
| 10 | Filippo Lanza     | S     | 3 marzo 1991     | Italia               |
| 11 | Roamy Alonso      | C     | 24 luglio 1997   | Cuba                 |
| 13 | Diogo Fevereiro   | P     | 15 luglio 2005   | Portogallo           |
| 17 | Jan Zimmermann    | P     | 12 febbraio 1993 | Germania             |
| 27 | Luca Paglialunga  | S     | 2 marzo 2004     | Italia               |